# Green Carnation
I Green Carnation sono un gruppo progressive metal norvegese formatosi nel 1990, conosciuti fino al 2002 con il nome In the Woods...

## Storia
La band è stata formata dal bassista degli Emperor Terje Vik Schei (conosciuto come Tchort), prima degli Emperor, che successivamente si sono sciolti (nel 2001). 
Quando Tchort entra negli Emperor i componenti rimasti formano la band black metal In the Woods...; ma nel 1999 Terje Vik Schei rientra nella band riformando i Green Carnation.
Il primo album dei Green Carnation è Journey to the End of the Night registrato nel 1999, contiene elementi folk metal e doom metal. 
Due anni dopo la band pubblica il secondo album Light of Day, Day of Darkness una singola traccia di 60 minuti con caratteristiche progressive metal e epic metal; questo è considerato il loro disco migliore e inoltre la singola traccia è considerata la canzone più lunga della storia dell'heavy metal.
In seguito la band pubblica nel 2003 A Blessing in Disguise, un disco da uno stile diverso rispetto ai precedenti. 
L'album è una miscela di diversi stili progressive metal, progressive rock, atmosfere gothic metal con sfumature hard rock.
La band continua il suo percorso nel 2005 con l'album The Quiet Offspring, pubblicato dall'etichetta The End Records. L'album è costituito da uno stile Hard rock molto pesante, e da alcuni è visto come il loro disco più commerciale.
Lo stesso anno il gruppo registra un EP intitolato The Burden Is Mine... Alone, nel quale il bassista/chitarrista Stein Roger Sordal debutta come cantante nella band, con la canzone che dà il titolo all'album, scritta e suonata interamente da lui.
Nel 2006 registrano il loro quinto album The Acoustic Verses, che segna un'altra svolta stilistica per la band: nell'album suonano con strumenti acustici che mostrano uno stile più "morbido".

## Formazione

### Formazione attuale
- Terje Vik Schei (alias "Tchort") - chitarra

## Ex-componenti

### Cantanti
- Kjetil Nordhus
- Richart Olsen

### Chitarristi
- Michael Krumins
- Christian Botteri
- Bjørn Harstad

### Bassisti
- Stein Roger Sordal
- Christofer Botteri

### Tastieristi
- Kenneth Silden
- Bernt A. Moen

### Batteristi
- Tommy Jackson
- Anders Kobro
- Alf Torre Rassmussen

### Ospiti
- Synne Larsen - cantante
- Jan Kenneth "Transit" Transeth - cantante, pianoforte
- Vibeke Stene - cantante

## Discografia

### Album in studio
- 2000 - Journey to the End of the Night
- 2001 - Light of Day, Day of Darkness
- 2003 - A Blessing in Disguise
- 2005 - The Quiet Offspring
- 2006 - Acoustic Verses
- 2020 - Leaves of Yesteryear

### Demo
- 1991 - Hallucinations of Despair

### Raccolte
- 2004 - The Trilogy

### EP
- 2005 - The Burden Is Mine... Alone

### Live
- 2004 - Alive and Well... in Krakow
- 2007 - A Night Under the Dam